# 日光市立大沢中学校
日光市立大沢中学校（にっこうしりつ おおさわちゅうがっこう）は、栃木県日光市大沢町にある公立中学校。

## 略称
学内では部活動の掛け声等で「大中（おっちゅう）」と呼ぶことがあるが、一般的には「大沢」の略称を用い、場合によっては「沢中（さわちゅう）」と呼ばれることもある。

## 沿革

### 年表
- 1947年4月1日 - 学制改革により大沢村立大沢中学校として創立。
- 1954年11月1日 - 町村合併により校名を今市市立大沢中学校と改称。
- 1955年3月12日 - 校歌制定（歌詞 大関博, 作曲　石川信夫）
- 1962年3月15日 - 体育館竣工・面積497m2
- 1982年 - プレハブ校舎建築竣工（面積259m2）
- 1987年8月20日 - 校舎増改築竣工・三階建（面積5,061m2）
- 1989年3月9日 - 体育館増改築竣工（面積2,151.52m2）、校舎前庭完成、校歌碑建立
- 1992年3月31日 - ナイター照明設備設置
- 2003年4月1日 - 特別指導学級を設置
- 2006年3月20日 - 市町村合併により校名を日光市立大沢中学校と改称。

## 教育目標
校歌の心の実践
1. 夢をもって自ら拓く（創造）
2. 誇りをもって共に生きる（敬愛）
3. 誠をもって他に報いる（至誠）

## 学校行事
- 4月
  - 始業式
  - 入学式
  - 交通安全教室
  - 授業参観・PTA総会・懇談

- 5月
  - 春季地区大会
  - 遠足（1,2年生のみ）
  - 新体力テスト
  - 修学旅行

- 6月
  - 運動会
  - 春季県大会
  - 期末テスト

- 7月
  - 授業参観
  - 性教育重点週間
  - 校内意見発表会
  - 終業式

- 夏休み
  - 総体地区大会
  - 総体県大会
  - 県吹奏楽コンクール
  - 各種大会等

- 8月
  - 始業式

- 9月
  - マイチャレンジ（職場体験）
  - 新人地区大会

- 10月
  - 教育相談
  - 中間テスト
  - 市教育芸術鑑賞会
  - 学校音楽祭中央祭
  - 文化祭

- 11月
  - 吹奏楽部定期演奏会
  - 三者懇談、個人懇談開始
  - 期末テスト

- 12月
  - 全校奉仕活動
  - 学校保健委員会
  - 生徒会改選
  - 終業式

- 1月
  - 始業式
  - 三者懇談（3年生のみ）
  - 学年末テスト（3年生のみ）

- 2月
  - 立志記念行事（2年生のみ）
  - 学年末テスト（1,2年生のみ）
  - 3年生を送る会

- 3月
  - 県立校学力調査
  - 卒業式
  - 修了式
  - 離任式

## 部活動

### 運動部
- 野球部
- サッカー部
- 陸上競技部
- 男子バスケットボール部
- 女子バスケットボール部
- バレーボール部
- 男子卓球部
- 女子卓球部
- ソフトテニス部
- 男子ホッケー部
- 女子ホッケー部
- 剣道部
- 柔道部

### 文化部
- 吹奏楽部
- 総合技術部（平成30年度より）
- 総合家庭部（平成30年度より）

## 通学区域
- 日光市立南原小学校の一部
- 日光市立猪倉小学校
- 日光市立大沢小学校の一部
- 日光市立大室小学校の一部

（大沢町、水無、根室、山口、木和田島、薄井沢、猪倉、および土沢・板橋・明神の各一部）

## 交通
- JR日光線「下野大沢駅」より徒歩34分（約2.6km）
- 関東バス「大沢小学校入口」バス停より徒歩2分（約140m）

### 通学方法
- 原則として自転車での通学となっている。

## 著名な出身者
- 福田富一 - 栃木県知事[1]
- 大橋雅貴 - 男子フィールドホッケー選手、2020年東京オリンピックホッケー男子日本代表
- 狐塚美樹 - 女子フィールドホッケー選手、2020年東京オリンピックホッケー女子日本代表[2]